# Bãi biển Futaba
Bãi biển Futaba (/ 双葉海水浴場 Futabakaisuiyokujō) là một bãi biển nằm ở thị trấn Futaba, quận Futaba, tỉnh Fukushima. Bãi biển Futaba cách nhà máy điện hạt nhân Fukushima I khoảng 3 km về phía bắc, được xem là bãi biển duy nhất ở tỉnh Fukushima. Năm 2006, được Bộ Môi trường Nhật Bản bình chọn là một trong 100 Bãi tắm đẹp nhất vào năm 2006. Các lễ hội bãi biển mùa hè nổi tiếng ở Futaba được tổ chức vào tháng 8 hàng năm.
Tuy nhiên, do sự cố nhà máy điện hạt nhân Fukushima I và người dân đều di tản hết nên bãi biển này hiện không được phép vào do nồng độ phóng xạ còn cao. Hiện nay, bãi biển đã bị đóng cửa vĩnh viễn và nó không còn được gọi là bãi biển nữa. Trong nhiều năm qua, lượng du khách tới bãi biển này gần như bằng không.